# جيمي ريس (لاعب كرة قاعدة)
جيمي ريس (بالإنجليزية: Jimmie Reese)‏ هو لاعب كرة قاعدة أمريكي، ولد في 1 أكتوبر 1901 في نيويورك في الولايات المتحدة، وتوفي في 12 يوليو 1994 في سانتا آنا في الولايات المتحدة.

## وصلات خارجية
- جيمي ريس على موقع دوري كرة القاعدة الرئيسي (الإنجليزية)
- جيمي ريس على موقعبيزبول رفرنس.كوم (الدوري الرئيسي) (الإنجليزية)
- جيمي ريس على موقعبيزبول رفرنس.كوم (الدوري الثانوي) (الإنجليزية)
- جيمي ريس على موقع جمعية أبحاث البيسبول الأمريكية (الإنجليزية)
- جيمي ريس على موقع إي إس بي إن.كوم (أم.أل.بي) (الإنجليزية)
- جيمي ريس على موقع مشجعي الرسوم البيانية (الإنجليزية)